# Rito de Memphis y Mizraím

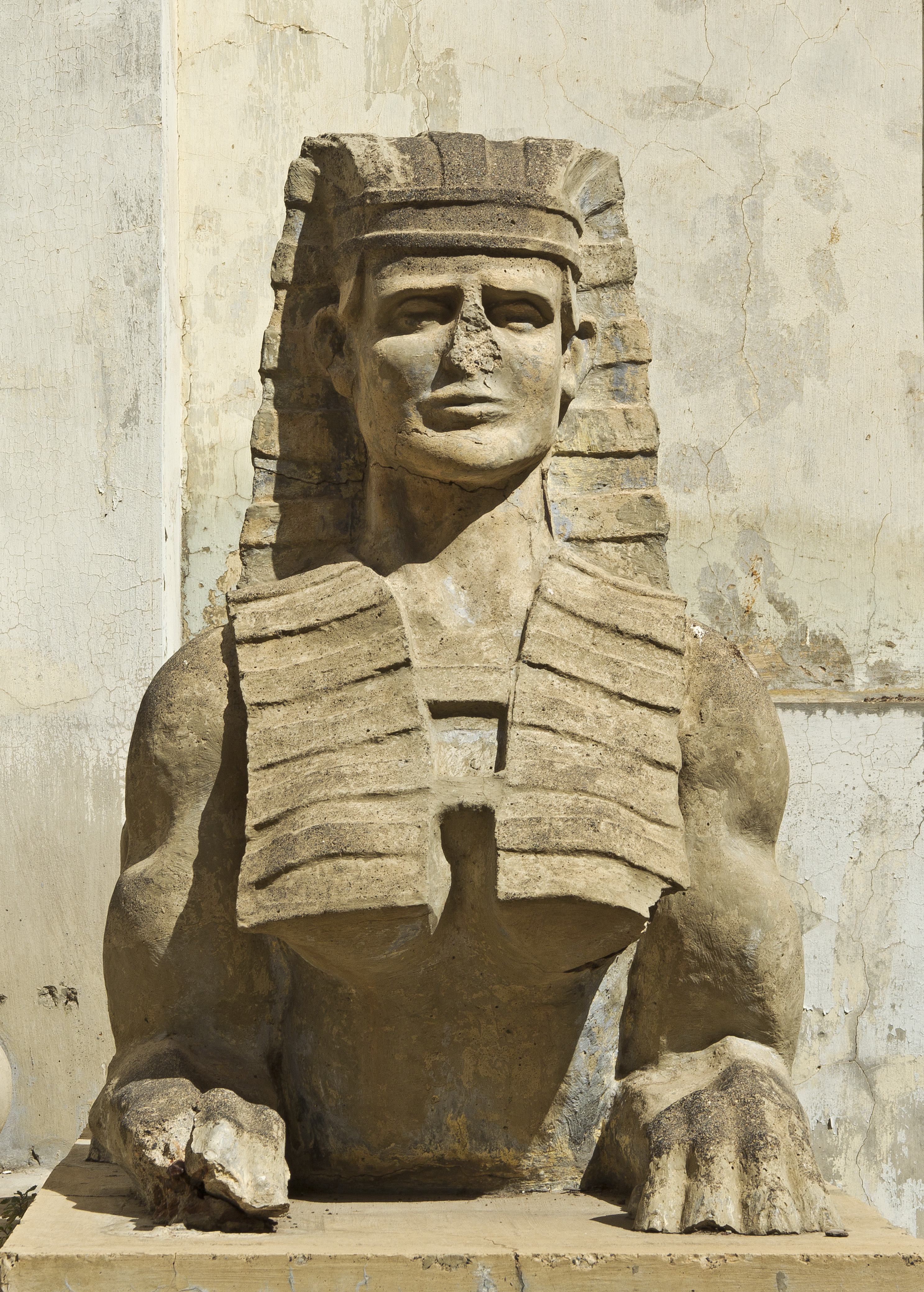
Estatua de una de las esfinges del Templo Masónico de Santa Cruz de Tenerife

El Rito Antiguo y Primitivo de Menfis-Mizraïm (Memphis-Misraïm) es un rito masónico iniciático formado por la unión de dos antiguos ritos masónicos de inspiración rosacruz: el Rito de Menfis y el Rito de Mizraïm. El promotor de la fusión de ambos ritos fue el famoso general Giuseppe Garibaldi, quien en 1881 se convirtió en el primer Gran Maestre Internacional del Rito.
En Estados Unidos y Reino Unido, la unificación estuvo a cargo de John Yarker. Otros famosos integrantes de Menfis-Mizraïm fueron Winston Churchill, Clement Attlee, Theodor Reuss, Gerard Encausse Papus, Constant Chevillon, Robert Ambelain y Gerard Kloppel. 
La Tradición principal sigue la vía del corazón muy en consonancia de Louis Claude de Saint - Martin, el Filósofo Desconocido, en oposición a las corrientes que quisieron convertir al Rito en tántrico en la vía de Reuss y otros.
La mayoría de las logias del Rito Antiguo y Primitivo de Menfis-Mizraïm se agrupan bajo los congresos llamados Soberanos Santuarios, según su linaje sucesorio.

## Sistema de grados
A diferencia del difundido Rito Escocés Antiguo y Aceptado (que incluye 33 grados), que es mayoritario dentro de la masonería latina, y el Rito de York, el más numeroso a nivel mundial, los Soberanos Santuarios de Memphis-Mizraím cuentan, en su mayoría, con un sistema de 99 grados:
- primera serie: masonería simbólica (grados 1.º al 3.º);
- segunda serie: masonería filosófica (grados 4.º al 33.º);
- tercera serie: masonería hermética (grados 34.º al 95.º);
- grados superiores (administrativos): los grados 96.º y 97.º fueron establecidos originalmente por Garibaldi; posteriormente y según la organización del mismo, se agregaron los grados 98.º y 99.º.

## Nombres de los grados
Generalmente se utilizan los siguientes:
| Grados        | Nombre común   | Nombre común    | Nombre común | Consejo u Orden | Serie     |
| ------------- | -------------- | --------------- | ------------ | --------------- | --------- |
| 1.º, 2.º, 3.º | Aprendiz Mason | Compañero Mason | Gran Maestro | Logia Universal | Simbólica |
|               |                |                 |              |                 |           |

| Grados           | Nombre común             | Nombre común                             | Nombre común                        | Consejo u Orden | Serie      |  |
| ---------------- | ------------------------ | ---------------------------------------- | ----------------------------------- | --------------- | ---------- |  |
| 4.º, 5.º, 6.º    | Maestro Secreto          | Maestro Perfecto                         | Secretario Íntimo o Maestro Sublime | Colegio         | Filosófica |  |
| 7.º, 8.º, 9.º    | Preboste y Juez          | Intendente de las Construcciones         | Maestro Elegido de los Nueve        |                 |            |  |
| 10.º, 11.º, 12.º | Ilustre Electo de Quince | Electo Sublime Caballero Elegido         | Gran Maestro Arquitecto             |                 |            |  |
| 13.º, 14.º       | Comandante del Arco Real | Gran Electo Omnipotente y Oculto Maestro |                                     |                 |            |  |
|                  |                          |                                          |                                     |                 |            |  |

| Grados           | Nombre común                 | Nombre común          | Nombre común                   | Consejo u Orden | Serie      |
| ---------------- | ---------------------------- | --------------------- | ------------------------------ | --------------- | ---------- |
| 15.º, 16.º, 17.º | Caballero de la Espada.      | Príncipe de Jerusalén | Caballero del Este y del Oeste | Capítulos       | Filosófica |
| 18.º             | Caballero Príncipe Rosa Cruz |                       |                                |                 |            |
|                  |                              |                       |                                |                 |            |

| Grados           | Nombre común                        | Nombre común             | Nombre común             | Consejo u Orden | Serie      |
| ---------------- | ----------------------------------- | ------------------------ | ------------------------ | --------------- | ---------- |
| 19.º, 20.º, 21.º | Pontífice que penetra lo Vacuo      | Caballero del Templo     | Patriarca Noaquita       | Senado          | Filosófica |
| 22.º, 23.º, 24.º | Caballero del Hacha Real            | Jefe del Tabernáculo     | Príncipe del Tabernáculo |                 |            |
| 25.º, 26.º, 27.º | Caballero de la Serpiente de Bronce | Príncipe de Misericordia | Comandante del Templo    |                 |            |
| 28.º, 29.º       | Caballero del Sol o Príncipe Adepto | Caballero de San Andrés  |                          |                 |            |
|                  |                                     |                          |                          |                 |            |

| Grados           | Nombre común                    | Nombre común                         | Nombre común                      | Consejo u Orden      | Serie      |
| ---------------- | ------------------------------- | ------------------------------------ | --------------------------------- | -------------------- | ---------- |
| 30.º, 31.º, 32.º | Gran electo Caballero Kadosh    | Gran comandante inspector inquisidor | Sublime príncipe del Real Secreto | Aeropagus y Tribunal | Filosófica |
| 33.º             | Soberano gran inspector general |                                      |                                   |                      |            |
|                  |                                 |                                      |                                   |                      |            |

| Grados militares | Nombre común                                       | Nombre común                                 | Nombre común                                             | Consejo u orden | Serie     |
| ---------------- | -------------------------------------------------- | -------------------------------------------- | -------------------------------------------------------- | --------------- | --------- |
| 34.º, 35.º, 36.º | Caballero de Escandinavia                          | Caballero del Templo                         | Sublime Negociante                                       | Consistorio     | Hermética |
| 37.º, 38.º, 39.º | Caballero de Shota (Sabio de la Verdad)            | Sublime Electo de la Verdad (El Águila Roja) | Gran Electo de los Eones                                 |                 |           |
| 40.º, 41.º, 42.º | Sabio Savaiste (Sabio Perfecto)                    | Caballero del Arco de los Siete Colores      | Príncipe de Luz                                          |                 |           |
| 43.º, 44.º, 45.º | Sublime Sabio Hermético (Filósofo Hermético)       | Príncipe del Zodíaco                         | Sublime Sabio de los Misterios                           |                 |           |
| 46.º, 47.,º 48.º | Sublime Pastor de las Chozas                       | Caballero de las Siete Estrellas             | Sublime Guardián del Monte Sagrado                       |                 |           |
| 49.º 50.º 51.º   | Sublime Sabio de las Pirámides                     | Sublime Filósofo de Samotracia               | Sublime Titán del Cáucaso                                |                 |           |
| 52.º, 53.º, 54.º | Sabio del Laberinto                                | Caballero o Sabio del Fénix                  | Sublime Escaldo                                          |                 |           |
| 55.º, 56.º, 57.º | Sublime Doctor Órfico                              | Pontífice o Sabio de Cadmia                  | Sublime Mago                                             |                 |           |
| 58.º, 59.º, 60.º | Sabio o Príncipe Brahman                           | Sublime Sabio o Gran Pontífice de Ogygia     | Sublime Guardián de los Tres Fuegos                      |                 |           |
| 61.º, 62.º, 63.º | Sublime Filósofo Desconocido                       | Sublime Sabio de Eleusis                     | Sublime Kawi                                             |                 |           |
| 64.º, 65.º, 66.º | Sabio de Mithras                                   | Guardián del Santuario - Gran Instalador     | Gran Arquitecto de la Ciudad Misteriosa Gran Consagrador |                 |           |
| 67.º, 68.º, 69.º | Guardián del Nombre Incomunicable - Gran Eulogista | Patriarca de la Verdad                       | Caballero o Sabio de la Rama Dorada de Eleusis           |                 |           |
| 70.º, 71.º, 72.º | Príncipe de Luz o Patriarca de los Planisferios    | Patriarca de los Sagrados Vedas              | Sublime Maestro de Sabiduría                             |                 |           |
| 73.º, 74.º, 75.º | Patriarca o Doctor del Fuego Sagrado               | Sublime Maestro de Stoka                     | Caballero Comandante de la Cadena Líbica                 |                 |           |
|                  |                                                    |                                              |                                                          |                 |           |

| Grados           | Nombre común                                   | Nombre común                           | Nombre común                                | Consejo u Orden  | Serie     |
| ---------------- | ---------------------------------------------- | -------------------------------------- | ------------------------------------------- | ---------------- | --------- |
| 76.º, 77.º, 78.º | Intérprete de Jeroglíficos o Patriarca de Isis | Sublime Caballero o Sabio Teósofo      | Gran Pontífice de los Tebanos               | Sublime Concilio | Hermética |
| 79.º, 80.º, 81.º | Caballero o Sabio de la Temible Sada           | Sublime Electo del santuario de Mazías | Intendente Regulador o Patriarca de Memphis |                  |           |
| 82.º, 83.º, 84.º | Gran Electo del templo de Midgard              | Sublime Electo del Valle de Oddy       | Patriarca o Doctor de los Izeds             |                  |           |
| 85.º, 86.º, 87.º | Sublime Sabio o Caballero de Kneph             | Sublime Filósofo del Valle de Kab      | Sublime Príncipe de la Masonería            |                  |           |
| 88.º, 89.º, 90.º | Gran Electo de la Sagrada Cortina              | Patriarca de la Ciudad Mística         | Sublime Maestro de la Gran Obra             |                  |           |
|                  |                                                |                                        |                                             |                  |           |

| Grados           | Nombre común                             | Nombre común                        | Nombre común      | Consejo u Orden | Serie             |
| ---------------- | ---------------------------------------- | ----------------------------------- | ----------------- | --------------- | ----------------- |
| 91.º, 92.º, 93.º | Gran Defensor                            | Gran Catequista                     | Regulador General | Gran Tribunal   | Hermética         |
| 94.º, 95.º       | Príncipe de Memphis o Gran Administrador | Gran Conservador                    |                   |                 |                   |
| 96.º, 97.º       | Gran y Poderoso Soberano de la Orden     | Gran Maestro Diputado Internacional |                   | Gran Tribunal   | Grados superiores |
| 98.º, 99.º       | Gran Maestro Internacional               | Gran Hierofante                     |                   |                 |                   |
|                  |                                          |                                     |                   |                 |                   |

## La Gran Logia Regular de Colombia de Menfis - Mizraim
Trabaja en la jurisdicción de Colombia principalmente y acoge a logias y triángulos masónicos fundados por ella en Puerto Rico, Estados Unidos, México y Centroamérica. Su esencia iniciática acoge el linaje Bricaud - Chevillon - Ambelain - Kloppel - GCG cuyos trabajos centran su atención en la certeza de una existencia trascendente de este plano espacio - tiempo en una vida póstuma y un profundo proceso alquímico.
La Gran Logia Regular de Colombia de Menfis - Mizraim funciona en todos los grados y estructuras del Rito descrito previamente y está estrechamente vinculada a la Iglesia Gnóstica Galicana de Colombia o Iglesia Gnóstica de Colombia, la Orden Martinista Iniciática y el rosacrucismo europeo de la Orden Kabalística de la Rosa+Cruz y la Orden Rosa+Cruz de Oriente.